# Jindřich Jiří Smiřický ze Smiřic
Jindřich Jiří Smiřický ze Smiřic (1592 – 7. dubna 1630 Hrubá Skála) byl český šlechtic z hruboskalské linie rodu Smiřických ze Smiřic a vůbec poslední mužský člen rodu (ultimus familiae). Protože byl slabomyslný (rozumu nedostatečný), Smiřičtí fakticky vymřeli po meči už smrtí jeho mladšího bratra Albrechta Jana v roce 1618.

## Rodina a původ
Narodil se jako druhorozený syn Zikmunda II. Smiřického ze Smiřic (1557–1608) a Hedviky Zajícové z Házmburka († 1610). Ze svých bratrů žil nejdéle. Jeho starší bratr Jaroslav II. (1588–1611), hejtman Kouřimského kraje a hlava rodu v letech 1608–1611, zemřel před svými 24 narozeninami. Jeho mladší bratr, Albrecht Jan (1594–1618), hlava rodu v letech 1614–1618, byl iniciátorem a čelným představitelem českého stavovského povstání proti Habsburkům a možným kandidátem na českého krále.

## Rodové dědictví a smrt
Protože byl Jindřich Jiří nesvéprávný, byl závětí výslovně vyloučen z dědictví. Byl však formálním držitelem fideikomisu. O poručnictví nad bratrem a o správu majetku se přely sestry Eliška Kateřina a Markéta Salomena. Starší sestra Eliška Kateřina zemřela tragicky při výbuchu zámku v Jičíně 1. února 1620. Mladší sestra Markéta Salomena odvezla bratra nejprve do Slezska, a pak do Polska. V roce 1621, kdy byl jejich bratr Albrecht Jan posmrtně odsouzen ke ztrátě cti a majetku, získal polovinu dědictví Albrecht z Valdštejna, který si ho nárokoval jako syn Markéty Smiřické ze Smiřic (1557–1593) z náchodské linie rodu. Byl také určen katolickým poručníkem Jindřicha Jiřího. Markéta se v obavě o majetek po předcích i s bratrem vrátila do Čech, avšak její nároky nebyly uznány. Albrecht se Jiřího Jindřicha zmocnil úskokem a držel ho jako svého vězně v Bělé pod Bezdězem a posléze na zámku v Hrubé Skále (Skály). Jindřich Jiří tam zemřel v roce 1630 a byl pochován v kostele sv. Václava v Týně-Rovensku pod Troskami, kde byl pochován i jeho předek Zikmund I. Smiřický ze Smiřic. Albrecht z Valdštejna mu nechal vybudovat honosný náhrobek.